# Triscaedecia
Triscaedecia är ett släkte av fjärilar. Triscaedecia ingår i familjen mångfliksmott, (Alucitidae).
Kladogram enligt Catalogue of Life:
| Triscaedecia | \| \| Triscaedecia dactyloptera \| \| \| \| \| \| Triscaedecia septemdactyla \| \| \| \| |
|              | \| \| Triscaedecia dactyloptera \| \| \| \| \| \| Triscaedecia septemdactyla \| \| \| \| |
|              | Alinguata                                                                                |
|              |                                                                                          |
|              | Alucita                                                                                  |
|              |                                                                                          |
|              | Hebdomactis                                                                              |
|              |                                                                                          |
|              | Hexeretmis                                                                               |
|              |                                                                                          |
|              | Microschismus                                                                            |
|              |                                                                                          |
|              | Paelia                                                                                   |
|              |                                                                                          |
|              | Prymnotomis                                                                              |
|              |                                                                                          |
|              | Pterotopteryx                                                                            |
|              |                                                                                          |
|              | Triscaedecia dactyloptera                                                                |
|              |                                                                                          |
|              | Triscaedecia septemdactyla                                                               |
|              |                                                                                          |

|  | Triscaedecia dactyloptera  |
|  |                            |
|  | Triscaedecia septemdactyla |
|  |                            |